# کویین کامینگز
کوئین کامینگز (انگلیسی: Quinn Cummings؛ زادهٔ ۱۳ اوت ۱۹۶۷) هنرپیشه کودک بازنشسته و اکنون نویسنده و معامله‌گر اهل ایالات متحده آمریکا است. وی بین سال‌های ۱۹۷۵ تا ۱۹۹۱ میلادی فعالیت می‌کرد.